# Novaraistis
Novaraistis este o arie protejată (arie de protecție specială avifaunistică — SPA) din Lituania întinsă pe o suprafață de 837,21 ha, integral pe uscat.

## Localizare
Centrul sitului Novaraistis este situat la coordonatele 54°56′41″N 23°24′31″E / 54.9447°N 23.4086°E.

## Înființare
Situl Novaraistis a fost declarat arie de protecție specială avifaunistică în aprilie 2004 pentru a proteja 5 specii de animale.

## Biodiversitate
Situată în ecoregiunea boreală, aria protejată nu include niciun habitat protejat.
La baza desemnării sitului se află mai multe specii protejate de  păsări (5): buhai de baltă (Botaurus stellaris), lebădă de iarnă (Cygnus cygnus), cocor (Grus grus), chiră de baltă (Sterna hirundo), fluierar de mlaștină (Tringa glareola).